# 日本チアリーディング協会
公益社団法人日本チアリーディング協会（にほんチアリーディングきょうかい、英: Foundation of Japan Cheerleading Association, 略称: FJCA ）は、チアリーディング競技の振興を目的とした日本における国内競技連盟の一つ。

## 概要
1987年6月1日に設立。本協会は日本スポーツ協会に加盟し、日本オリンピック委員会に準加盟している。また、国際競技連盟国際チアリーディング連盟(ICF)を運営、加盟している。ICFはIOC承認国際競技団体である世界ダンススポーツ連盟に加盟していたが2019年1月退会。
大学チームでは2005年より全国大会14連覇を達成した日本文理大学BRAVES、関西の強豪校梅花女子大学RAIDERS、関東の伝統校日本体育大学VORTEX、日本女子体育大学TOMBOYS、帝京大学BUFFALOSなどがある。
高校チームではチアリーディング日本選手権大会（JAPAN CUP）で9連覇を達成した箕面自由学園高等学校GOLDEN BEARSと梅花高等学校RAIDERS、目白研心高等学校POLARIS、千葉明徳高等高校HOPPERS、男子だけで構成された福岡大学附属大濠高等学校COOKIESなどが強豪。
中学チームでは箕面自由学園中学校Jr.BEARSや梅花中学校JUNIOR RAIDERSなどが本協会に加盟し活動している。

## ルール
団体競技（表現競技）競技時間は2分30秒。審査基準は、元気さ、笑顔、技の正確さ、完成度、難易度、連続性、スピード感、同調性など　競技は定められたルールに沿って競われる。

## 大会
- チアリーディング日本選手権大会
- 全日本クラブチームチアリーディング選手権大会
- 全日本学生チアリーディング選手権大会
- 全日本高等学校チアリーディング選手権大会
- 子どもチアリーディング大会

### 取材・撮影についての姿勢
競技者（チアリーダー）の肖像権の保護および円滑な競技運営を守る目的のため、無許可の焦点距離150ミリメートル以上の望遠レンズを使用したカメラおよびビデオカメラでの撮影を禁止している。

### テレビ放送
NHK BS1でチアリーディング日本選手権大会（JAPAN CUP）の模様が大会の開催後に放送されている。なお、地上波ではこの模様は放送されていない。
2010年、2011年に全日本学生チアリーディング選手権大会の模様がテレビ東京系列各局で放送された。
また、日本テレビ系列各局で2010年に放送された『1億人の大質問!?笑ってコラえて!』で箕面自由学園高等学校チアリーディング部の練習および大会の演技の様子が放送されたこともあった。
スカイ・Aでは、国内の主たるチアリーディングコンテストの模様を放送していた（2017年 - 2021年）。